# Эврос (периферийная единица)
Эврос (греч. Περιφερειακή Ενότητα Έβρου) — одна из периферийных единиц Греции.
Является региональным органом местного самоуправления и частью административного деления. По программе Калликратиса с 2011 года входит в периферию Восточная Македония и Фракия . 
Административный центр — город Александруполис.

## Административно-территориальное деление
Периферийная единица Эврос делится на 5 общин:
- Александруполис (1)
- Дидимотихон (2)
- Орестиас (3)
- Самотраки (4)
- Суфлион (5)